# 舘ケ岡磨崖仏及び供養碑群

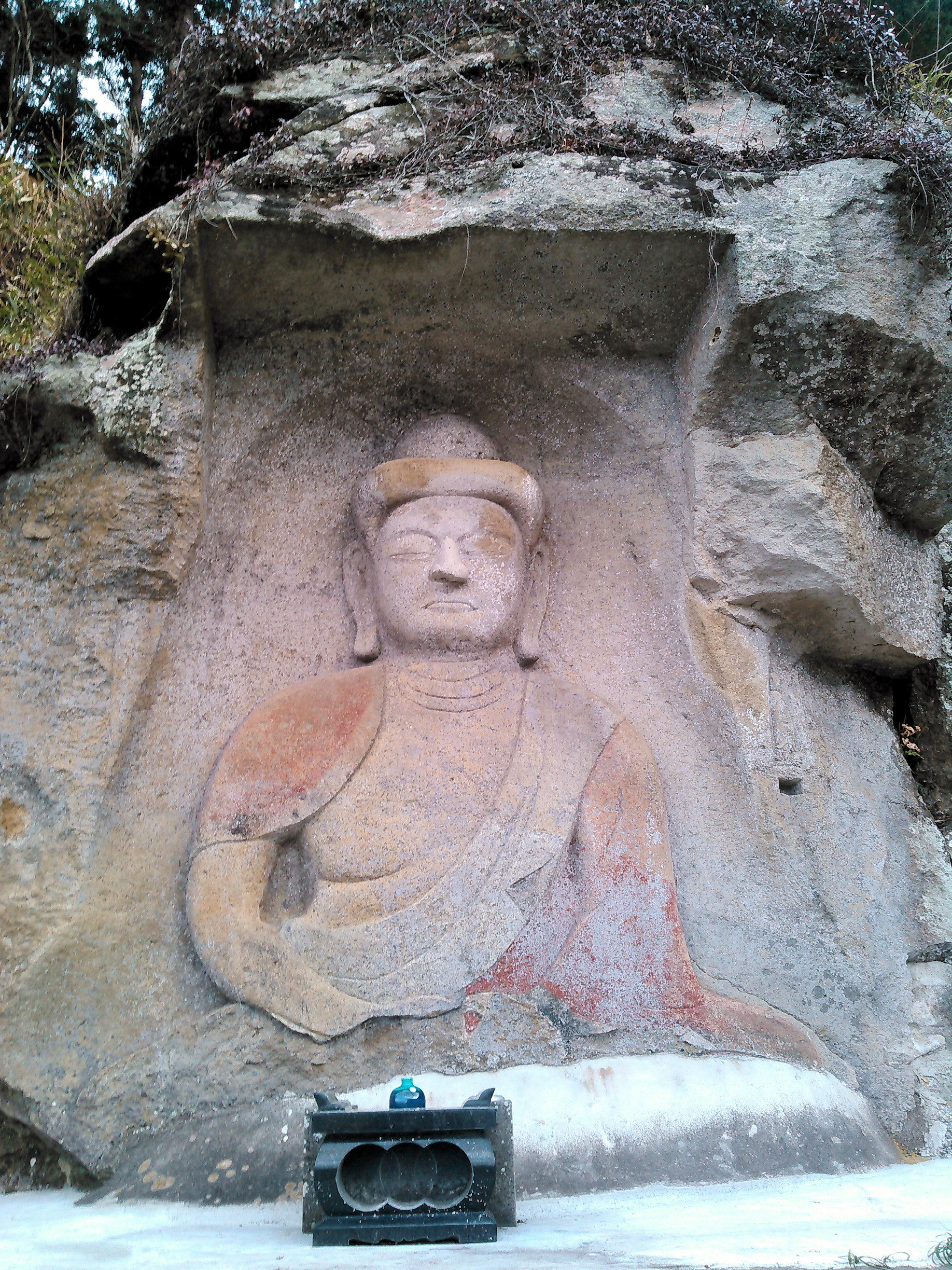
舘ケ岡磨崖仏

舘ケ岡磨崖仏及び供養碑群（たてがおかまがいぶつおよびくようひぐん）は、福島県須賀川市舘ケ岡向山にある磨崖仏およびその周囲にある供養碑群の総称である。

## 概要
舘ケ岡磨崖仏は、福島県須賀川市舘ケ岡向山にある磨崖仏である。須賀川市を流れる滑川の南岸で、中世にこの地を治めた須田氏の居城であった向山丘陵の西崖面に彫られている。定印を結んだ阿弥陀如来の像で、高さはおよそ2.2m。周囲には供養碑と考えられる梵字や蔓陀羅の刻まれた壁面が崩れ落ちた状態で点在している。
鎌倉時代後期の作とみられ、ここから700mほど北にある大仏山来迎寺がかつてここにあった跡であると伝えられる。
1977年（昭和52年）、須賀川市指定史跡に指定された。

## 周辺
- 神成横穴古墳群

## 交通アクセス
- 東北自動車道郡山南ICから車で12分
- JR東日本郡山駅1番バス乗り場より野田・舘ヶ岡行で「舘ヶ岡公民館」停留所下車、徒歩15分
- JR東日本須賀川駅バス乗り場より仁井田経由滝原行で「舘ヶ岡公民館」停留所下車、徒歩15分